# 瓦萊麗·奧爾曼
瓦莱丽·奧爾曼（英語：Valarie Allman，1995年2月23日—），美國田徑運動員，她代表美國隊參加了日本舉行的2020年夏季奧林匹克運動會，並且在女子鐵餅比賽上獲得金牌。3年後奧爾曼在巴黎舉辦的2024年夏季奧林匹克運動會以幾近兩公尺差距擊敗中國馮彬和克羅地亞佩爾科維奇，成功衛冕女子鐵餅金牌。